# Héroe de Kazajistán
El título de Héroe del Pueblo de Kazajistán (en kazajo: Khalyk khakarmany) es el más alto grado de distinción en Kazajistán junto con la Orden del Águila Dorada y el título de Héroe del Trabajo de Kazajistán. El título de Héroe de Kazajistán se concede por servicios destacados a la República de Kazajistán, proezas de armas en nombre de su libertad e independencia.
Las personas galardonadas con el título de Héroe de Kazajistán reciben una insignia de distinción especial: "Estrella de oro" (Altyn Zhuldyz) y la Orden de la Patria (Orden de Otan).

## Historia
El más alto grado de distinción: el título de Héroe de Kazajistán fue establecido por la Ley N.º 2069-XII de la República de Kazajistán «Sobre los premios estatales de la República de Kazajistán», de fecha 1 de abril de 1993, y se otorgó por servicios destacados a Kazajistán, relacionados con la realización de una hazaña civil o militar heroica. El 23 de mayo de 1994, el ministro de Defensa Sagadat Nurmagambetov recibió el título, convirtiéndose en el primer Héroe del Pueblo de Kazajistán.
El 12 de diciembre de 1995 se aprobó una nueva ley n.º 2676 «Sobre condecoraciones estatales de la República de Kazajistán», que canceló el acto normativo legal anterior y estableció, además de las condecoraciones existentes, otras nuevas. La Orden del Águila Dorada («Altyn Kyran») estaba determinado por la insignia más alta, junto con el título de Héroe de Kazajistán. Junto con la Estrella de Oro de Héroe del Pueblo de Kazajistán comenzaron a entregarse la  nueva Orden de Otan.
El 1 de diciembre de 2008, además de los mayores grados de distinciones ya existentes, se estableció el título de «Héroe del Trabajo de Kazajistán» y la correspondiente estrella de oro. 

## Descripción
Existen dos tipos básicos de Estrella de oro de Héroe del Pueblo de Kazajistán

### Tipo 1 (1993-1998)

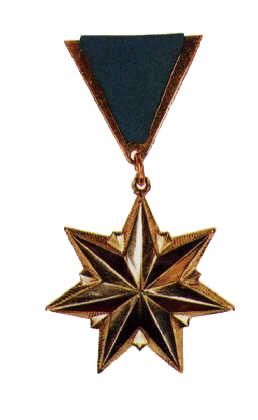
Estrella de oro del primer tipo (hasta 1998)

La estrella dorada de siete puntas, un símbolo de fuerza y sabiduría, que se eleva sobre la extensión azul cielo es una estrella ascendente de un pueblo libre en el cielo sin nubes y sin nubes de la Patria, un movimiento ascendente hacia la perfección. La barra de medallas en forma de triángulo, símbolo de inmutabilidad y eternidad, afirma la idea de la fe en la victoria, en el futuro a través de la unidad del pasado y el presente, simbolizando un país que extiende sus alas. El color de la cinta de la orden y el esmalte caliente coincide con el color de la bandera del estado nacional. La decisión estilística de la orden es una lucha sin fin por la Luz que afirma la vida.
La Medalla Estrella de oro de Héroe del Pueblo de Kazajistán es una estrella de oro de siete puntas con rayos diédricos suaves y pequeños rayos shtral (aurora) diédricos entre ellos.
Al final del rayo superior de la estrella hay un ojal cortado entero. La estrella está suspendida de un bloque de medallas mediante un eslabón de conexión. El bloque es una placa de metal triangular cubierta con una cinta del color de la bandera nacional de Kazajistán.

### Tipo 2 (desde 1998)
La Medalla Estrella de oro de Héroe del Pueblo de Kazajistán es una estrella de oro de siete puntas con suaves rayos diedros. Se insertan siete circonitas cúbicas incoloras entre los rayos en la base.
El reverso de la estrella es cóncavo, con un relieve profundo a lo largo de los rayos, con una parte central plana, donde se encuentra la inscripción "Khalyk kaқarmany". Al final del rayo superior de la estrella hay un ojal cortado entero.
La estrella está suspendida del bloque de medallas mediante un eslabón de conexión. El bloque es una placa de metal pentagonal cubierta con una cinta de muaré del color de la bandera nacional de Kazajistán. Altura del bloque 41 mm, ancho 34 mm. En la parte superior de la cinta de muaré a lo largo de la última hay una superposición en forma de rayo, en la parte inferior de la cual se fija una circonita cúbica incolora.

## Galardonados
A 20 de marzo de 2019, 32 personas habían recibido el título de Héroe del Pueblo de Kazajistán, que incluye:    

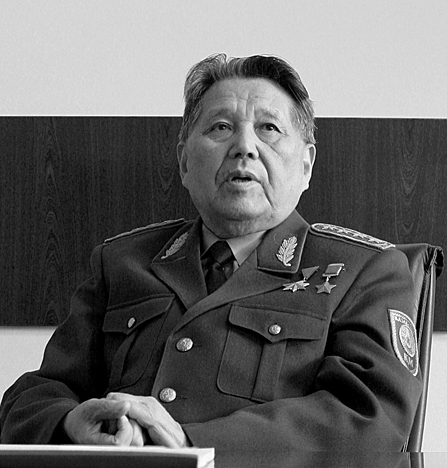
El general Sagadat Nurmagambetov condecorado con los títulos de Héroe de la Unión Soviética y Héroe de Kazajistán

1. Sagadat Nurmagambetov - General del Ejército, primer ministro de Defensa de Kazajistán (decreto del 23 de mayo de 1994)
2. Akhat Kulenov - Presidente de CJSC MMC "Altyn-Aimak", metalúrgico, profesor del Departamento de Química, Metalurgia y Beneficio de EKSTU.
3. Serikbayev Daulet Mirkasymovich - primer rector de la Universidad Técnica de Kazajistán Oriental (decreto del 15 de octubre de 1994)[4]
4. Alexander Jristenko - Director de la Granja Estatal de Investigación de Karaganda - Instituto de Agricultura (decreto del 15 de octubre de 1994)
5. Toktar Aubakirov - primer piloto-cosmonauta de Kazajistán, general de división (decreto del 12 de enero de 1995)
6. Talgat Musabáev - segundo piloto-cosmonauta de Kazajistán, mayor general (decreto del 12 de enero de 1995)
7. Yuri Malenchenko - piloto-cosmonauta de la Federación de Rusia, coronel (decreto del 12 de enero de 1995).[5]
8. Kasym Kaysenov - escritor, veterano de la Gran Guerra Patria de 1941-1945 (decreto del 24 de abril de 1995)
9. Alexéi Kulakov - veterano de la Gran Guerra Patria de 1941-1945 (decreto del 24 de abril de 1995)
10. Murdin Taipov - veterano de la Gran Guerra Patria de 1941-1945 (decreto del 24 de abril de 1995)
11. Baurdzhán Momish-Ulí - participante de la Gran Guerra Patria, coronel, escritor (decreto de 1995, póstumamente)
12. Mujtar Aliyev - Académico, Director del Instituto de Investigación de Cirugía Clínica y Experimental (decreto del 29 de diciembre de 1995)
13. Akim Atmachidi - Constructor de Honor de Kazajistán, Director de la Asociación de Producción de Prefabricados de Hormigón de Semipalatinsk (decreto del 29 de diciembre de 1995)
14. Shafik Chokin - Académico, Presidente de la Academia de Ciencias de Kazajistán (decreto del 7 de junio de 1996)
15. Roza Baglanova - cantante de ópera, Artista del Pueblo de la URSS (decreto del 9 de diciembre de 1996)
16. Kairat Ryskulbekov - participante de los eventos de diciembre de 1986 en Alma Ata, declarado víctima del régimen soviético (decreto del 9 de diciembre de 1996, póstumamente)
17. Bajtioraz Beisikbaev - bombardero artillero, participante de la Gran Guerra Patria de 1941-1945, Héroe de la Federación de Rusia (decreto del 6 de mayo de 1998, póstumamente)
18. Nurgisa Tlendiev - compositor (decreto del 24 de agosto de 1998)
19. Azerbayzhan Mambetov - director de teatro, Artista del Pueblo de la URSS (decreto del 24 de octubre de 1998)
20. Rajimzhan Qoshqarbaev - teniente, participante de la Gran Guerra Patria de 1941-1945, comandante de una compañía de fusileros, héroe del asalto de Berlín (decreto del 7 de mayo de 1999, póstumamente).
21. Khiuaz Dospanova - veterana de la Gran Guerra Patria de 1941-1945, piloto del 46 ° Regimiento de Aviación de Bombarderos Nocturnos de Guardias (decreto del 7 de diciembre de 2004)
22. Maulen Kalmyrza - veterano de la Gran Guerra Patria de 1941-1945, héroe de las batallas por la liberación de Ucrania (decreto de 2005)
23. Alexander Kaporin - veterano de la Gran Guerra Patria de 1941-1945, comandante de una tripulación de cañones antitanques (decreto de 2005)
24. Mukhtar Altynbaev - General del Ejército, Ministro de Defensa de Kazajistán (decreto del 6 de mayo de 2006)
25. Azamat Zhumadilov - teniente primero del ejército de Kazajistán, por rescatar a una mujer con tres hijos de una casa en llamas (decreto del 7 de diciembre de 2007)
26. Bakhytzhan Ertaev - teniente general, Vicepresidente del Comité de Jefes de Estado Mayor de las Fuerzas Armadas de Kazajistán, participante en la guerra de Afganistán de 1979-1989 (decreto del 5 de diciembre de 2008)
27. Gaziz Baytasov - capitán de policía, comandante del 1er pelotón de la OBDP del Ministerio del Interior de la República de Kazajistán en la ciudad de Taraz (decreto del 5 de diciembre de 2011, póstumamente)
28. Aidín Aimbétov - piloto-cosmonauta de la República de Kazajistán, coronel (decreto n.º 102 del 14 de octubre de 2015).[6]
29. Dmitri Rodin - comandante del avión Fokker-100, quien lo aterrizó sin un tren de aterrizaje delantero (decreto n.º 244 del 3 de mayo de 2016)[7]
30. Kairat Umbetov - Jefe de Estado Mayor - Primer Subcomandante de la Unidad Militar 6505 del Comando Regional de Ortalyk de la Guardia Nacional (Decreto N.º 244 de 3 de mayo de 2016)
31. Nursultan Nazarbayev - primer presidente de Kazajistán (decreto N.º 1 del 20 de marzo de 2019)[8]